# ماهاليفونا

ماهاليفونا هي بلدة تقع في الساحل الشرفي لمدغشقر على ساحل المحيط الهندي.